# Droux
Droux település Franciaországban, Haute-Vienne megyében. Lakosainak száma 361 fő (2022. január 1.). Droux Magnac-Laval, Blanzac, Rancon, Saint-Ouen-sur-Gartempe és Villefavard községekkel határos.

## Népesség
A település népességének változása:
| Lakosok száma | 378  | 364  | 365  | 350  | 346  | 346  | 346  | 346  | 361  |
|               | 2013 | 2015 | 2016 | 2017 | 2018 | 2019 | 2020 | 2021 | 2022 |